# Rio Cameniţa (Danúbio)
O Rio Cameniţa (Danúbio) é um rio da Romênia, afluente do Danúbio, localizado no distrito de Caraş-Severin.